# Claas Axion
Der Axion ist eine Traktorenbaureihe von Claas.
Die Entwicklung der Baureihe erfolgte vollständig unter der Ägide von Claas.
Die Traktoren dieser Baureihe werden im Werk Le Mans hergestellt und sind mit Sechszylinder-Motoren von Fiat Powertrain Technologies ausgestattet. Als Getriebe steht wahlweise ein Hexashift- oder das Cmatic-Getriebe zu Auswahl.
Der Axion 800 wurde 2006 vorgestellt. 2011 folgte der Axion 900.
2013 wird die überarbeitete Axion 800 Baureihe präsentiert, die nun das Terramatic-Getriebe von ZF verwendet. Im selben Jahr erhielt der Axion 850 die Auszeichnung Tractor of the Year 2014.
2015 wurde der Axion 870 auf der Agritechnica vorgestellt.
Die Baureihe Axion 900 wurde 2017 erneuert und um ein neues Topmodell, den Axion 960 erweitert.
Auf der Agritechnica 2017 wurde ein Prototyp des Halbraupentraktors Claas Axion 900 Terra Trac vorgestellt. Zwei Jahre später wurde auf der Agritechnica eine seriennahe Version ausgestellt.

## Modelle

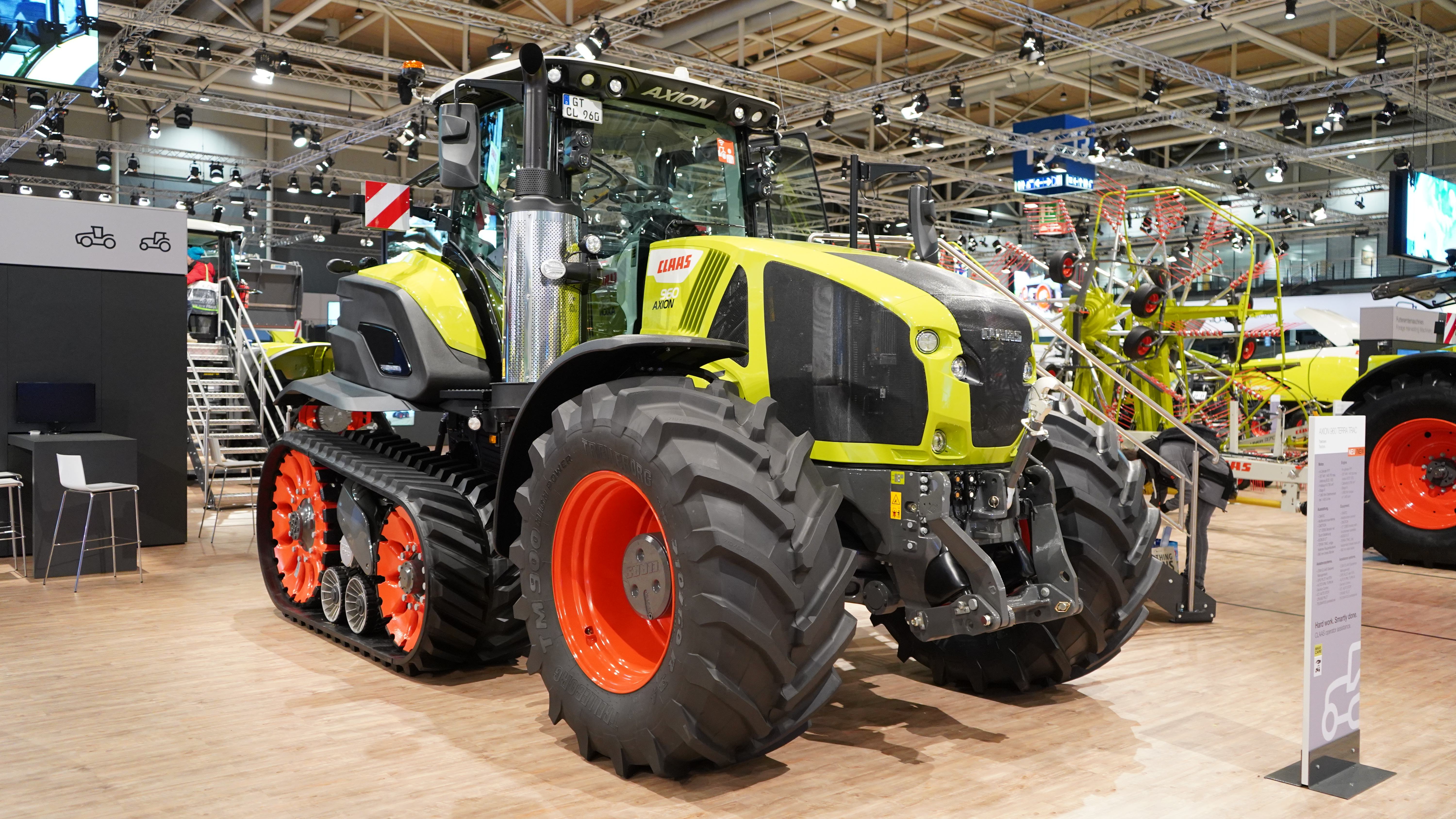
Claas Axion 960 Terra Trac

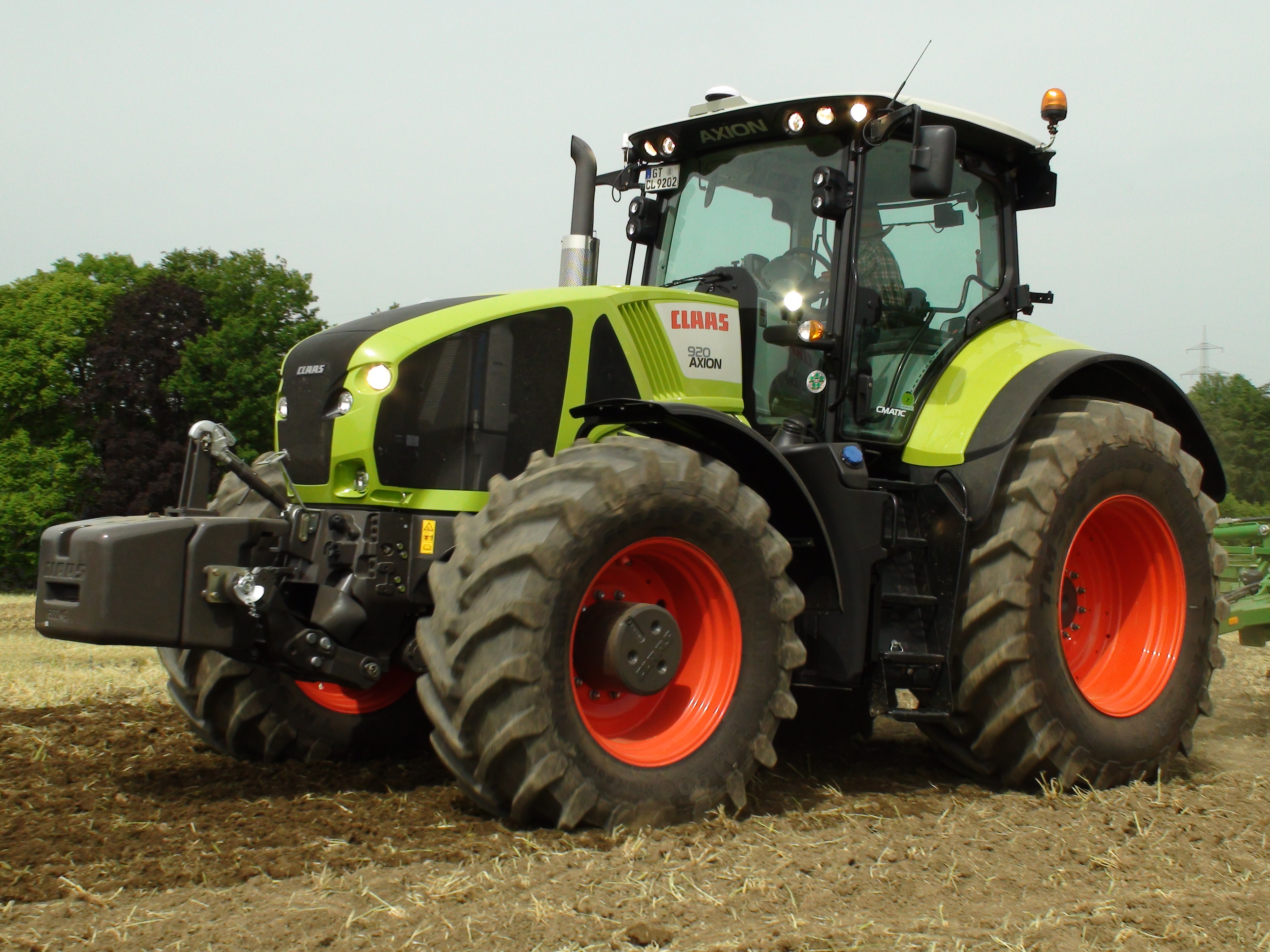
Claas Axion 920

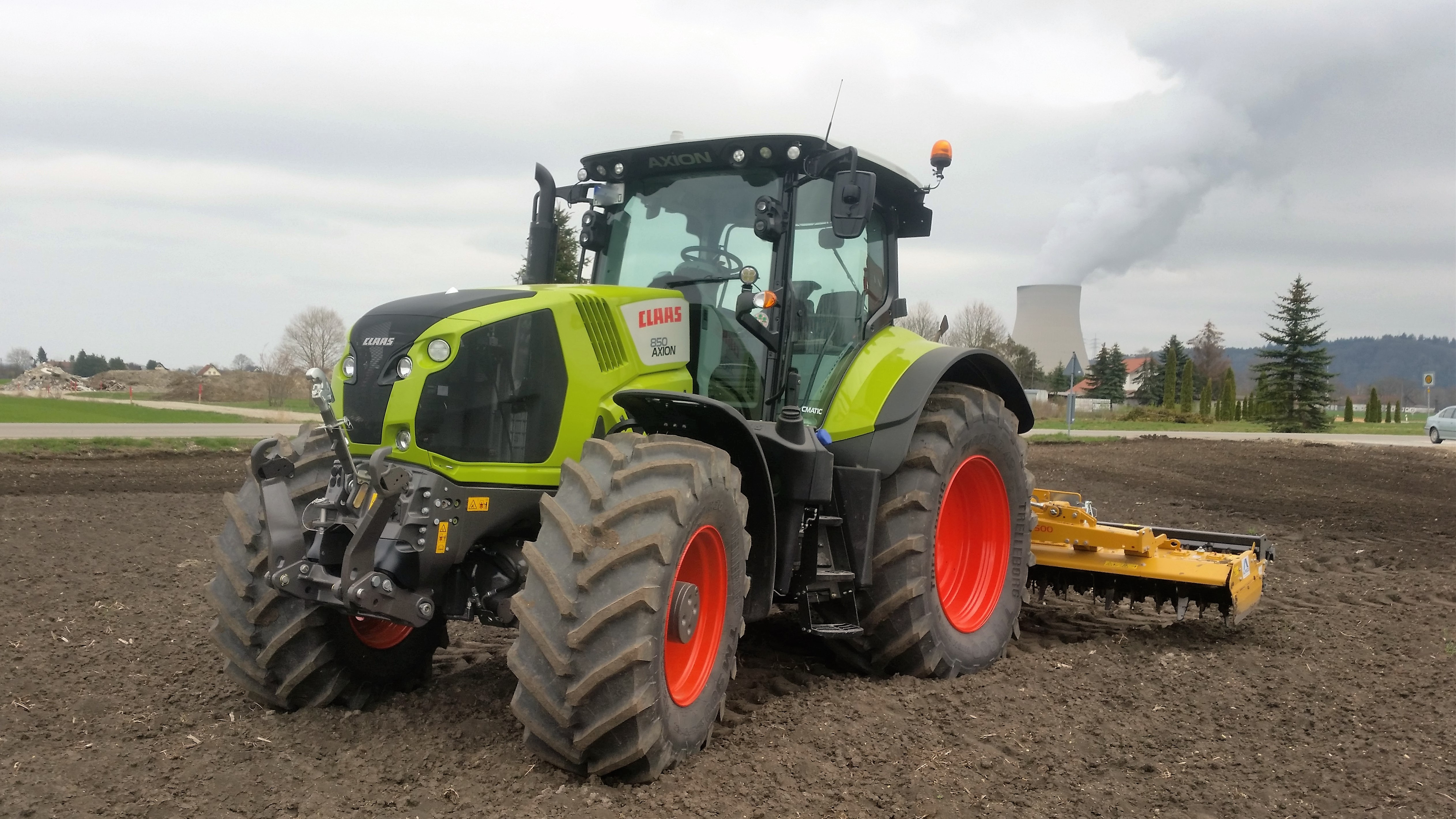
Claas Axion 850 Baujahr 2016

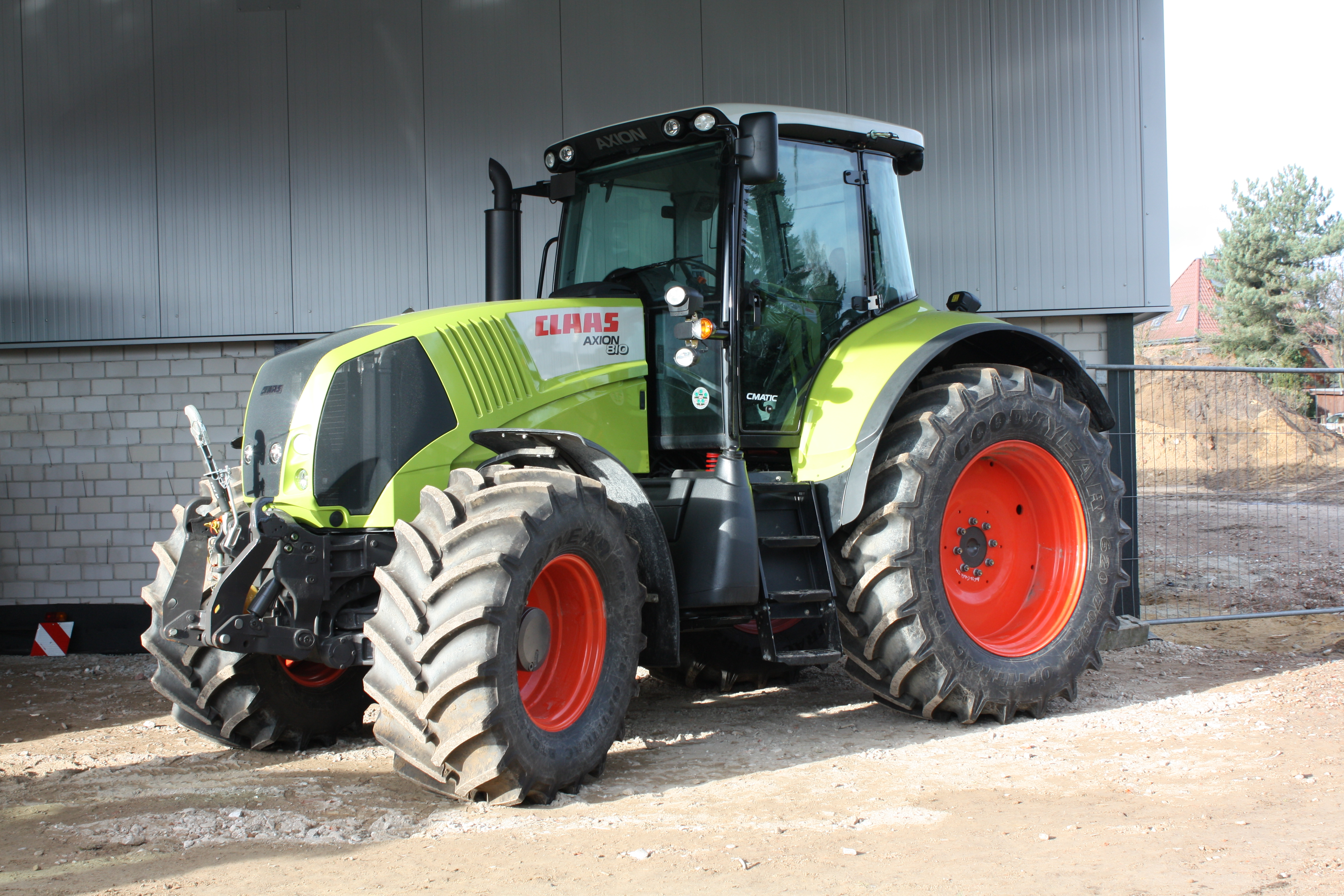
Claas Axion 810

### Zweite Generation (2013–)
| Baureihe | Motorleistung in kW (PS) ECE R120 | Motor                | Hubraum in l | Leergewicht in kg |
| -------- | --------------------------------- | -------------------- | ------------ | ----------------- |
| 810      | 151 (205)                         | FPT 6-Zylinder Turbo | 6,728        | 8300              |
| 830      | 165 (225)                         | FPT 6-Zylinder Turbo | 6,728        | 8400              |
| 850      | 184 (250)                         | FPT 6-Zylinder Turbo | 6,728        | 8700              |
| 870      | 195 (265)                         | FPT 6-Zylinder Turbo | 6,728        | 9050              |
| 920      | 232 (315)                         | FPT 6-Zylinder Turbo | 8,710        | 12840             |
| 930      | 254 (345)                         | FPT 6-Zylinder Turbo | 8,710        | 12840             |
| 940      | 276 (375)                         | FPT 6-Zylinder Turbo | 8,710        | 13060             |
| 950      | 298 (405)                         | FPT 6-Zylinder Turbo | 8,710        | 13060             |

### Erste Generation (2007–2013)
| Baureihe | Motorleistung in kW (PS) ECE R24 | Motor                | Hubraum in l | Leergewicht in kg |
| -------- | -------------------------------- | -------------------- | ------------ | ----------------- |
| 810      | 129 (176) mit CPM 153 (209)*     | DPS 6-Zylinder Turbo | 6,788        | 7148              |
| 820      | 142 (193) mit CPM 166 (227)      | DPS 6-Zylinder Turbo | 6,788        | 7396              |
| 830      | 154 (209) ohne CPM               | DPS 6-Zylinder Turbo | 6,788        | 7396              |
| 840      | 154 (210) mit CPM 177 (240)      | DPS 6-Zylinder Turbo | 6,788        | 7416              |
| 850      | 169 (230) mit CPM 193 (260)      | DPS 6-Zylinder Turbo | 6,788        | 8098              |

*Claas Power Management Boost-Technologie